# BMW Turbo X1
Der BMW Turbo war ein Prototyp von BMW. Der damalige Chef-Designer Paul Bracq zeichnete die Karosserie. Von ihm stammten auch beispielsweise das 6er Coupé E24 und der erste 3er (E21), die wegen ihrer charakteristischen langen und spitz zulaufenden Motorhauben gelegentlich Haifisch-BMWs genannt werden.
Der Turbo wurde 1972 zuerst vor dem neuen BMW-Hochhaus, dem sogenannten „Vierzylinder“, der Öffentlichkeit präsentiert und war ausschließlich als Technologieträger gedacht. Er blieb somit ein Prototyp. Die Karosserie wurde aus Stahl gefertigt, während vorne und hinten die ersten verformbaren Stoßfänger (aus ABS-Schaum) Europas zum Einsatz kamen. Darüber hinaus verfügt er über Radarsensoren zur Warnung vor Auffahrunfällen. Das Chassis entstammt der 02-Baureihe. Im Innenraum zeigte BMW zum ersten Mal die leicht zum Fahrer geneigte Mittelkonsole.
Aufgrund großer Nachfrage von Automobilmessen, die den Turbo-Prototyp ausstellen wollten, fertigte BMW einen zweiten Wagen an. Seine Hinterräder waren zur Hälfte abgedeckt, um eine bessere Aerodynamik zu erreichen. Diese Verkleidungen wurden für den früheren Prototyp nachgefertigt, um eine einheitliche Optik zu erreichen. Ein weiterer Höhepunkt waren die Flügeltüren, deren Scheiben beim zweiten, später gebauten Prototyp ein kleines Schiebefenster hatten.
Viele der aus dem Fahrzeug gewonnenen Ideen und Details wurden in den von Herbst 1978 bis Ende 1981 produzierten BMW M1 übernommen, so zum Beispiel die Klappscheinwerfer und die am Heck links und rechts befindlichen BMW-Zeichen.
Der Motor des Fahrzeugs stammte ebenfalls aus der BMW-02-Baureihe. Der für ein solches Fahrzeug kleine Motor mit nur 2 Liter Hubraum leistete dank Turbolader 206 kW/280 PS und beschleunigte den Wagen auf 250 km/h.
In der Regel ist einer der beiden Wagen bei BMW in München, der andere im BMW-Zentrum in Greer (South Carolina) in den USA.

## Technische Daten
- Motor: Vierzylinder-Mittelmotor
- Hubraum: 1990 cm³

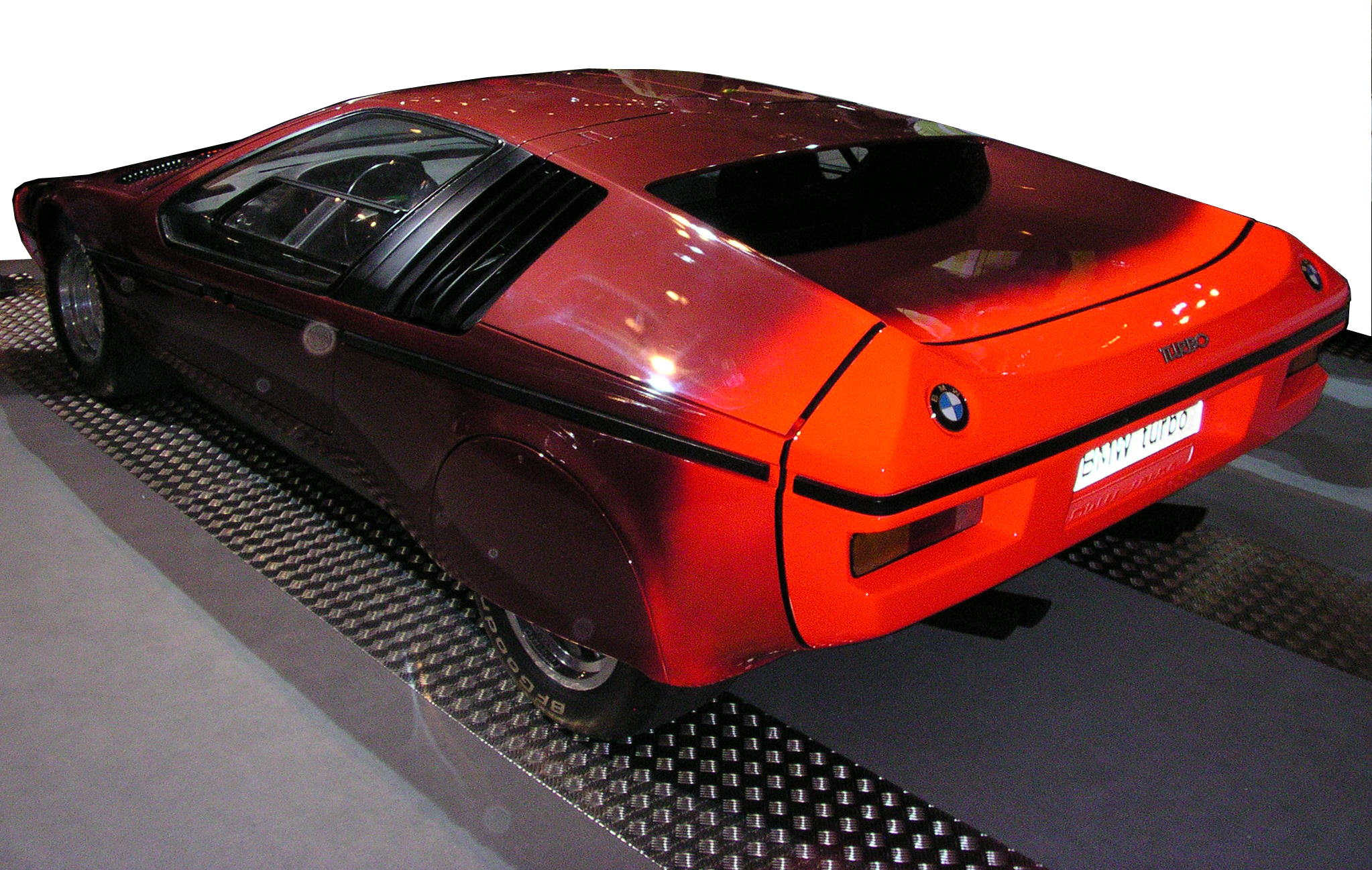
Heckansicht

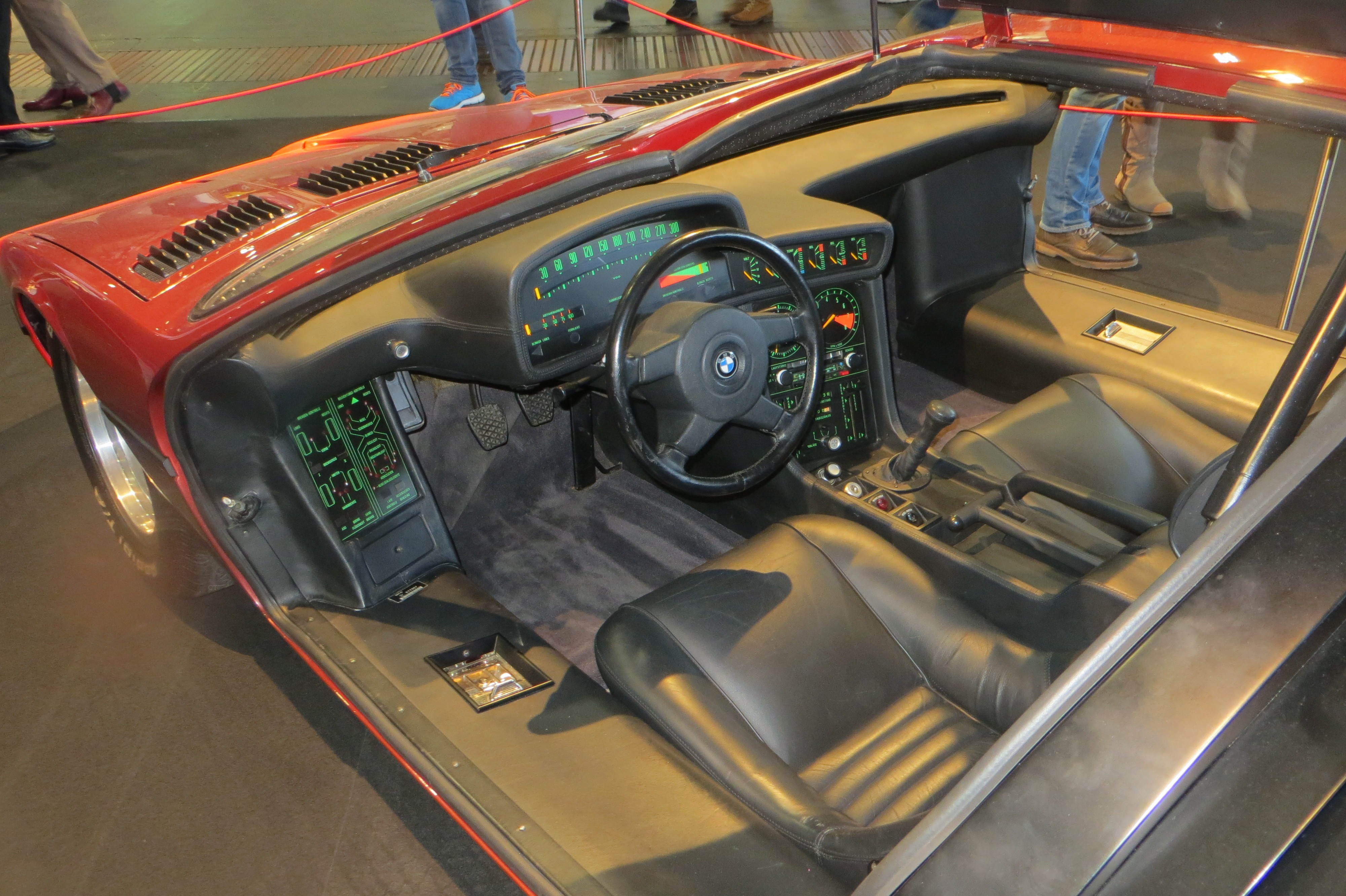
Cockpit

- Leistung: 206 kW/280 PS (Turboaufladung) bei 7100/min
- Getriebe: Viergang manuell
- Höchstgeschwindigkeit: 250 km/h[6]
- 0–100 km/h: ca. 6,6 Sekunden[6]
- Gewicht: 1272 kg
- Länge: 4155 mm
- Breite: 1880 mm
- Höhe: 1100 mm
- Radstand: 2400 mm
- Stückzahl: 2